# Rubus tabanimontanus
{{#ifeq:0|0|{{#if:Rubus tabanimontanus|{{#if:|[[]}}|[[]]}}}}
Rubus tabanimontanus — вид квіткових рослин з родини трояндових (Rosaceae). Ареал: пн. Австрія, Чехія, Словаччина, пд.-зх. Польща; вимер у Німеччині.
Вид, що зустрічається в Польщі переважно біля підніжжя Судет. Лісовий вид.